# Кертинди
Кертинди (каз. Кертінді, до 1999 г. — Казгородок) — село в Нуринском районе Карагандинской области Казахстана. Административный центр Кызылталского сельского округа. Код КАТО — 355265100.

## География
Аул расположен на правом берегу реки Нура. Аул находится вблизи дороги P-3 Астана - Кабанбай батыра - Темиртау.

## Население
В 1999 году население села составляло 1535 человек (797 мужчин и 738 женщин). По данным переписи 2009 года, в селе проживало 1020 человек (528 мужчин и 492 женщины).

## История
Районный центр Нуринского района с 1930 по 1934 годы.